# Tridenchthonius parvulus
Tridenchthonius parvulus är en spindeldjursart som beskrevs av Luigi Balzan 1887. Tridenchthonius parvulus ingår i släktet Tridenchthonius och familjen Tridenchthoniidae. Inga underarter finns listade i Catalogue of Life.